# Assamstadt
Assamstadt – miejscowość i gmina w Niemczech, w kraju związkowym Badenia-Wirtembergia, w rejencji Stuttgart, w regionie Heilbronn-Franken, w powiecie Main-Tauber, wchodzi w skład wspólnoty administracyjnej Bad Mergentheim. Leży nad rzeką Erlenbach, ok. 23 km na południe od Tauberbischofsheim.